# Massamagrell (kommunhuvudort)
Massamagrell är en kommunhuvudort i Spanien.   Den ligger i provinsen Província de València och regionen Valencia, i den östra delen av landet, 300 km öster om huvudstaden Madrid. Massamagrell ligger 18 meter över havet och antalet invånare är 15 210.
Terrängen runt Massamagrell är huvudsakligen platt, men norrut är den kuperad. Havet är nära Massamagrell åt sydost. Närmaste större samhälle är Valencia, 11,4 km söder om Massamagrell. 